# Deutsche Floorball-Kleinfeldmeisterschaft 2017
Die Stena Line Deutsche Floorball Meisterschaft der Herren Kleinfeld 2017 wurde am 24. Juni und 25. Juni 2017 in Rohrdorf (am Inn) in Bayern ausgespielt. In der Finalrunde spielten acht Mannschaften in zunächst zwei Vorrundengruppen um den Einzug in das Halbfinale.
Das Finale gewannen die SSF Dragons Bonn gegen FOX Erfurt mit 10:6.

## Teilnehmer
Folgende 8 Mannschaften haben sich aus den vier Regionen qualifiziert:

Nord 1: UC Braunschweig und TSV Bordesholm

West 2: SSF Dragons Bonn und TSV Hochdahl

Ost 3: FOX Erfurt und Schakale Schkeuditz

Süd 4: Lumberjacks Rohrdorf (Gastgeber) und VBC Olympia 72 Ludwigshafen

## Vorrunde

### Gruppe A
| Platz | Verein               | Sp | S | U | N | SDS | SDN | +  | -  | Pkt |
| ----- | -------------------- | -- | - | - | - | --- | --- | -- | -- | --- |
| 1.    | TSV Bordesholm       | 3  | 2 | 0 | 0 | 1   | 0   | 28 | 22 | 8   |
| 2.    | Lumberjacks Rohrdorf | 3  | 2 | 0 | 1 | 0   | 0   | 20 | 19 | 6   |
| 3.    | TSV Hochdahl         | 3  | 1 | 0 | 1 | 0   | 1   | 20 | 12 | 4   |
| 4.    | Schakale Schkeuditz  | 3  | 0 | 0 | 3 | 0   | 0   | 21 | 36 | 0   |

| Lumberjacks Rohrdorf | 11 | – | 9 | Schakale Schkeuditz | 24. Juni 2017 | 09:00 Uhr |

| TSV Bordesholm | 7 | – | 6 | n. V. | TSV Hochdahl | 24. Juni 2017 | 11:00 Uhr |

| Lumberjacks Rohrdorf | 6 | – | 8 | TSV Bordesholm | 24. Juni 2017 | 13:00 Uhr |

| Schakale Schkeuditz | 2 | – | 12 | TSV Hochdahl | 24. Juni 2017 | 15:00 Uhr |

| Schakale Schkeuditz | 10 | – | 13 | TSV Bordesholm | 24. Juni 2017 | 17:00 Uhr |

| TSV Hochdahl | 2 | – | 3 | Lumberjacks Rohrdorf | 24. Juni 2017 | 19:00 Uhr |

### Gruppe B
| Platz | Verein                      | Sp | S | U | N | SDS | SDN | +  | -  | Pkt |
| ----- | --------------------------- | -- | - | - | - | --- | --- | -- | -- | --- |
| 1.    | SSF Dragons Bonn            | 3  | 3 | 0 | 0 | 0   | 0   | 32 | 14 | 9   |
| 2.    | FOX Erfurt                  | 3  | 1 | 0 | 1 | 1   | 0   | 16 | 21 | 5   |
| 3.    | VBC Olympia 72 Ludwigshafen | 3  | 1 | 0 | 2 | 0   | 0   | 13 | 21 | 3   |
| 4.    | UC Braunschweig             | 3  | 0 | 0 | 2 | 0   | 1   | 11 | 16 | 1   |

| UC Braunschweig | 3 | – | 4 | n. V. | FOX Erfurt | 24. Juni 2017 | 10:00 Uhr |

| VBC Olympia 72 Ludwigshafen | 5 | – | 10 | SSF Dragons Bonn | 24. Juni 2017 | 12:00 Uhr |

| UC Braunschweig | 2 | – | 3 | VBC Olympia 72 Ludwigshafen | 24. Juni 2017 | 14:00 Uhr |

| FOX Erfurt | 3 | – | 13 | SSF Dragons Bonn | 24. Juni 2017 | 16:00 Uhr |

| FOX Erfurt | 9 | – | 5 | VBC Olympia 72 Ludwigshafen | 24. Juni 2017 | 18:00 Uhr |

| SSF Dragons Bonn | 9 | – | 6 | UC Braunschweig | 24. Juni 2017 | 20:00 Uhr |

## Platzierungsspiele

### Spiel um Platz 7
| Schakale Schkeuditz | 10 | – | 6 | UC Braunschweig | 25. Juni 2017 | 11:30 Uhr |

### Spiel um Platz 5
| TSV Hochdahl | 9 | – | 4 | VBC Olympia 72 Ludwigshafen | 25. Juni 2017 | 12:45 Uhr |

## Finalrunde

### Halbfinale
| TSV Bordesholm | 5 | – | 7 | FOX Erfurt | 25. Juni 2017 | 09:00 Uhr |

| Lumberjacks Rohrdorf | 2 | – | 11 | SSF Dragons Bonn | 25. Juni 2017 | 10:15 Uhr |

### Spiel um Platz 3
| TSV Bordesholm | 9 | – | 8 | n. V. | Lumberjacks Rohrdorf | 25. Juni 2017 | 14:00 Uhr |

### Finale
| FOX Erfurt | 6 | – | 10 | SSF Dragons Bonn | 25. Juni 2017 | 15:15 Uhr |

## Endplatzierungen
| Kleinfeldmeisterschaft 2017 | Kleinfeldmeisterschaft 2017 |
| --------------------------- | --------------------------- |
| Platz 1                     | SSF Dragons Bonn            |
| Platz 2                     | FOX Erfurt                  |
| Platz 3                     | TSV Bordesholm              |
| Platz 4                     | Lumberjacks Rohrdorf        |
| Platz 5                     | TSV Hochdahl                |
| Platz 6                     | VBC Olympia 72 Ludwigshafen |
| Platz 7                     | Schakale Schkeuditz         |
| Platz 8                     | UC Braunschweig             |

## Scorerliste
| Platz | Spieler             | Verein              | Spiele | Tore | Vorl. | Scorerpunkte |
| ----- | ------------------- | ------------------- | ------ | ---- | ----- | ------------ |
| 1.    | Florian Weißkirchen | SSF Dragons Bonn    | 5      | 12   | 18    | 30           |
| 2.    | Benedikt Stubbe     | TSV Bordesholm      | 5      | 13   | 14    | 27           |
| 3.    | René Röder          | Schakale Schkeuditz | 4      | 13   | 7     | 20           |
| 4.    | Robert Müller       | FOX Erfurt          | 5      | 11   | 7     | 18           |
| 5.    | Paul Graul          | SSF Dragons Bonn    | 5      | 8    | 9     | 17           |